# Zapovednik Prisoerski
Zapovednik Prisoerski (Russisch: Государственный природный заповедник Присурский; Tsjoevasjisch: Сӑрайс̧и патшалӑх усравлӑхне) is gelegen in de Russische autonome republiek Tsjoevasjië. Op 27 december 1995 verkreeg het de status zapovednik (oftewel: strikt natuurreservaat) en bestaat uit drie verschillende districten. Het belangrijkste deel, Natuurreservaat Alatyrski, ligt in het stroomdal van de rivier Soera (90,25 km²) en bestaat voornamelijk uit gemengde naald- en loofbossen. De twee andere districten, Natuurreservaat Batyrevski (0,276 km²) en Natuurreservaat Jaltsjikski (0,978 km²) zijn kleiner en bestaan uit steppen. Hieromheen is een bufferzone gecreëerd van in totaal 254,975 km².

## Flora en fauna
De bossen bestaan grotendeels uit dennen-, sparren- en berkenbestanden. Ook zijn er hoogvenen waar de kleine veenbes (Vaccinium oxycoccos) groeit. In Natuurreservaat Batyrevski is vooral steppe-achtige vegetatie aanwezig. Deze plek werd in eerste instantie beschermd omdat het een van de weinige gebieden is in Tsjoevasjië waar de bobakmarmot (Marmota bobak) nog voorkomt. Andere zoogdieren in Zapovednik Prisoerki zijn onder andere het eland (Alces alces), wild zwijn (Sus scrofa), bever (Castor fiber) en Russische desman (Desmana moschata). Ook zijn er vele vogelsoorten, waarbij onder andere de visarend (Pandion haliaetus), bastaardarend (Clanga clanga), keizerarend (Aquila heliaca), korhoen (Lyrurus tetrix), hazelhoen (Tetrastes bonasia) en kraanvogel (Grus grus) beschermd zijn.

### Auerhoen
Zapovednik Prisoerski is een van de weinige gebieden waar een zeldzame ondersoort van het auerhoen (Tetrao urogallus volgensis) nog voorkomt en beschermd wordt. Het is een relict uit de taigazone die hier nog in oude dennenbossen voorkomt. Deze ondersoort van het auerhoen werd door de sterke afname op de rode lijst van bedreigde soorten van de Republiek Tsjoevasjië gezet.